# 9С36
9С36 — российская радиолокационная станция подсвета целей и наведения ракет ЗРК 9К317 «Бук-М2».

## Описание конструкции

РПН ЗРК «Бук-М2»

РПН 9С36 предназначена для использования в огневой секции ЗРК 9К317 «Бук-М2» совместно с двумя пуско-заряжающими установками 9А316, обеспечивая таким образом обстрел одновременно до 4 целей в условиях лесистой и горной местности с высотой рельефа до 20 метров. Подсветка целей и наведение ракет осуществляются за счёт антенного поста, способного выдвигаться на высоту до 21 метра. Антенна представляет собой фазированную решётку с электронным сканером. Станция может выполнять поиск целей в зоне ±45° по азимуту и 70° по углу места, на дальности до 120 км. Сопровождение целей выполняется в секторе ±60° по азимуту и от −5 до +85° по углу места, в том числе и целей, летящих на малых и сверхмалых высотах. Станция способна одновременно обнаруживать до 10 целей.

## Особенности конструкции
Данная радиолокационная станция состоит из антенны с ФАР, передающего и приёмного устройства, а также датчиков индикации и приборов управления. Фазированная антенная решётка и приёмо-передающее устройство расположены в контейнере, закрепленном на конце телескопической стрелы, устройство индикации и управления расположено в обитаемом отсеке, который расположен в основании телескопического устройства.
Радиолокатор подсвета и наведения несёт боевое дежурство в составе ЗРК в своем секторе ответственности, основание телескопического подъемно-поворотного устройства может быть установлено на любой азимут сектора при поднятой с помощью телескопической стрелы антенне РЛС. При этом увеличивается дальность обнаружения штурмовиков и крылатых ракет.

## Модификации
- Базовая модификация размещается на гусеничной базе, однако имеется модификация на колёсном полуприцепе ЧМЗАП, для буксирования тягачом типа КрАЗ. Масса полуприцепа составляет 30 тонн[1].
- На данный момент предлагается вариант на колёсном шасси МЗКТ (были представлены макеты на нескольких международных выставках техники), однако информация по опытным образцам отсутствует.